# 5253 Fredclifford
5253 Fredclifford è un asteroide della fascia principale. Scoperto nel 1985, presenta un'orbita caratterizzata da un semiasse maggiore pari a 1,9740959 UA e da un'eccentricità di 0,2246807, inclinata di 28,77269° rispetto all'eclittica.